# ليز كليبورن
ليز كليبورن (بالإنجليزية: Liz Claiborne) هي سيدة أعمال أمريكية، ولدت في 31 مارس 1929 في بروكسل في بلجيكا، وتوفيت في 26 يونيو 2007 في نيويورك في الولايات المتحدة بسبب سرطان المعدة.

## وصلات خارجية
- الموقع الرسمي
- ليز كليبورن على موقع الموسوعة البريطانية (الإنجليزية)
- ليز كليبورن على موقع ميوزك برينز (الإنجليزية)
- ليز كليبورن على موقع إن إن دي بي (الإنجليزية)